# True Colors (Cyndi-Lauper-Lied)
True Colors ist ein von Billy Steinberg und Tom Kelly geschriebener Popsong aus dem Jahr 1986, der von Cyndi Lauper interpretiert wurde. Es war das einzige Lied des gleichnamigen Albums, das nicht von Lauper zumindest mitverfasst wurde. Die Single erschien im August 1986.

## Geschichte
Billy Steinberg schrieb True Colors ursprünglich über seine Mutter. Nachdem Tom Kelly die erste Strophe abgewandelt hatte, schlug das Duo Anne Murray den Song für eine Aufnahme vor. Sie lehnte ab, und der Song ging an Cyndi Lauper. Steinberg und Kellys Demoaufnahme des Songs war zunächst in der Form einer gospelartigen Ballade mit Klavierbegleitung ähnlich Bridge over Troubled Water gehalten. Gegenüber Songfacts äußerte Steinberg:

“Cyndi completely dismantled that sort of traditional arrangement and came up with something that was breathtaking and stark.”

„Cyndi zerlegte diese Art des traditionellen Arrangements völlig und kam mit etwas, das atemberaubend und rein war.“

## Bedeutung
Die Formulierung True Colors (Wahre Farben) kann in etwa mit „innere Werte“, „wahre Gestalt“ oder „inneres Wesen“ übersetzt werden. Der Text des Liedes ist in der Form einer empathischen Ansprache und Liebeserklärung an eine dem Hörer unbekannte offensichtlich traurige Person geschrieben:

“You with the sad eyes / Don't be discouraged (…) And the darkness inside you / Can make you feel so small.”

„Du mit den traurigen Augen / Sei nicht entmutigt (…) Und die Dunkelheit in dir / Kann es schaffen, dass du dich so klein fühlst.“

Der Refrain stellt eine Ermutigung für diesen Menschen dar, der erfährt, dass das lyrische Ich diese „wahren Farben“ durchscheinen sehe und dass diese schön wie ein Regenbogen seien, weshalb es die angesprochene Person liebe und diese keine Angst habe müsse, ihre „Farben zu zeigen“:

“But I see your true colors / Shining through (…) And that's why I love you (…) So don’t be afraid to let them show / Your true colors / True colors are beautiful / Like a rainbow.”

„Aber ich sehe deine wahren Farben / durchscheinen (…) Und darum liebe ich dich (…) Also habe keine Angst sie zu zeigen / Deine wahren Farben / Wahre Farben sind schön / Wie ein Regenbogen.“

Der Song wurde zu einer Hymne der homosexuellen Subkultur und der Lesben- und Schwulenbewegung. Lauper hat in verschiedenen Interviews davon gesprochen, dass das Lied sie emotional sehr angesprochen habe, da sie unter dem Eindruck des kürzlichen Todes ihres Freundes Gregory Natal stand, der an AIDS gestorben war. Obwohl der Song nicht als Statement der LGBT-Bewegung veröffentlicht wurde, ist Lauper erfreut darüber, dass der Song von dieser Bewegung angenommen wurde.
Der Song wurde in einem Werbespot verwendet, der die Ausdehnung der Gesetzgebung zu Hassverbrechen gegen Angehörige sexueller Minderheiten unterstützte. 2007/2008 engagierte sich Cyndi Lauper mit ihrer True-Colors-Tour ebenfalls für diese Bestrebungen. Der Gay Men’s Chorus of Los Angeles sang True Colors 2010 zur Unterstützung des It Gets Better Project mit einem Chor von über 200 Personen.

## Musikvideo
In der New York Times beschrieb Lauper das Musikvideo zu True Colors:

“In the beginning, she's a storyteller pounding on an African drum; a girl moves through childhood and adulthood, with the shell symbolizing the turning of tides and so forth; Cyndi then walks through that desert with the new group of children in the background; the last shot is of Cyndi pounding on the drum a final time.”

„Am Anfang ist sie eine Geschichtenerzählerin, die eine afrikanische Trommel schlägt; ein Mädchen durchläuft Kindheit und Erwachsenenalter, die Muschel symbolisiert den Wechsel der Gezeiten und so weiter; danach geht Cyndi mit einer neuen Gruppe von Kindern durch eine Wüste und die letzte Szene zeigt Cyndi, die ein letztes Mal auf die Trommel schlägt.“

## Kommerzieller Erfolg

### Chartplatzierungen
| ChartsChartplatzierungen       | Höchstplatzierung | Wochen |
| ------------------------------ | ----------------- | ------ |
| Deutschland (GfK)              | 18 (14 Wo.)       | 14     |
| Österreich (Ö3)                | 12 (10 Wo.)       | 10     |
| Schweiz (IFPI)                 | 17 (10 Wo.)       | 10     |
| Vereinigte Staaten (Billboard) | 1 (20 Wo.)        | 20     |
| Vereinigtes Königreich (OCC)   | 12 (15 Wo.)       | 15     |

| ChartsJahrescharts (1986)      | Platzierung |
| ------------------------------ | ----------- |
| Vereinigte Staaten (Billboard) | 41          |

### Auszeichnungen für Musikverkäufe
| Land/Region                  | Auszeichnungen für Musikverkäufe (Land/Region, Auszeichnung, Verkäufe) | Verkäufe  |
| ---------------------------- | ---------------------------------------------------------------------- | --------- |
| Dänemark (IFPI)              | Gold                                                                   | 45.000    |
| Italien (FIMI)               | Gold                                                                   | 50.000    |
| Kanada (MC)                  | Gold                                                                   | 50.000    |
| Neuseeland (RMNZ)            | Platin                                                                 | 30.000    |
| Spanien (Promusicae)         | Gold                                                                   | 30.000    |
| Vereinigte Staaten (RIAA)    | Platin                                                                 | 1.000.000 |
| Vereinigtes Königreich (BPI) | Gold                                                                   | 400.000   |
| Insgesamt                    | 5× Gold · 2× Platin ·                                                  | 1.605.000 |

## Coverversion von Phil Collins
1998 coverte Phil Collins True Colors auf seinem Album …Hits. Im Gegensatz zum Original war  seine Version sehr vom Smooth Jazz inspiriert. Sie gelangte in die Hitparaden; landete in Deutschland auf Platz 35, in Großbritannien auf 26, in den Niederlanden auf 73 und belegte in den USA Platz 12.

## Weitere Coverversionen
- 1991: Elaine Paige
- 1991: Aztec Camera
- 2000: Fredro Starr (Theme from Save the Last Dance)
- 2000: Leatherface (Horsebox)
- 2001: Maddy Prior
- 2002: Maggie Reilly
- 2003: Eva Cassidy
- 2005: Sabrina Setlur (Mein Herz)
- 2008: Ane Brun
- 2009: Celtic Woman
- 2009: Glee Cast
- 2010: Sam Tsui
- 2012: L’uke
- 2014: MattyB
- 2014: Kevin Tarte
- 2016: Marina and the Diamonds
- 2016: Justin Timberlake und Anna Kendrick (aus dem Film Trolls)
- 2016: Lena und Mark Forster (Regenbogen, aus der deutschsprachigen Synchronisation des Films Trolls)
- 2016: Tom Odell

Der Song wurde auch in Werbespots für Kodak, Peugeot, Aer Lingus und Marks & Spencer verwendet.